# Aéroport international de Yogyakarta
Pour les articles homonymes, voir Wahi.
L'aéroport international de Yogyakarta ou aéroport international de Kulon Progo (Indonésien: Bandar Udara Internasional Yogyakarta, Javanais: ꦥꦥꦤ꧀ ꦄꦁꦒꦼꦒꦤ ꦆꦤ꧀ꦠꦼꦂꦤꦱꦶꦪꦺꦴꦤꦭ꧀ ꦔꦪꦺꦴꦒꦾꦏꦂꦠ, Papan Anggêgana Internasiyonal Ngayogyakarta.) (code IATA : YIA • code OACI : WAHI), est un aéroport dans le district de Temon, kabupaten de Kulon Progo, qui dessert le territoire spécial de Yogyakarta à Java, en Indonésie. L’aéroport est exploité par Angkasa Pura I.  Il doit remplacer l'actuel aéroport international Adisutjipto, qui est aujourd'hui saturé et dont la piste ne fait que 2 200 mètres. L'aéroport a été inauguré le 6 mai 2019 avec un vol Citilink en provenance de l'aéroport Halim Perdanakusuma de Jakarta.

## Galerie

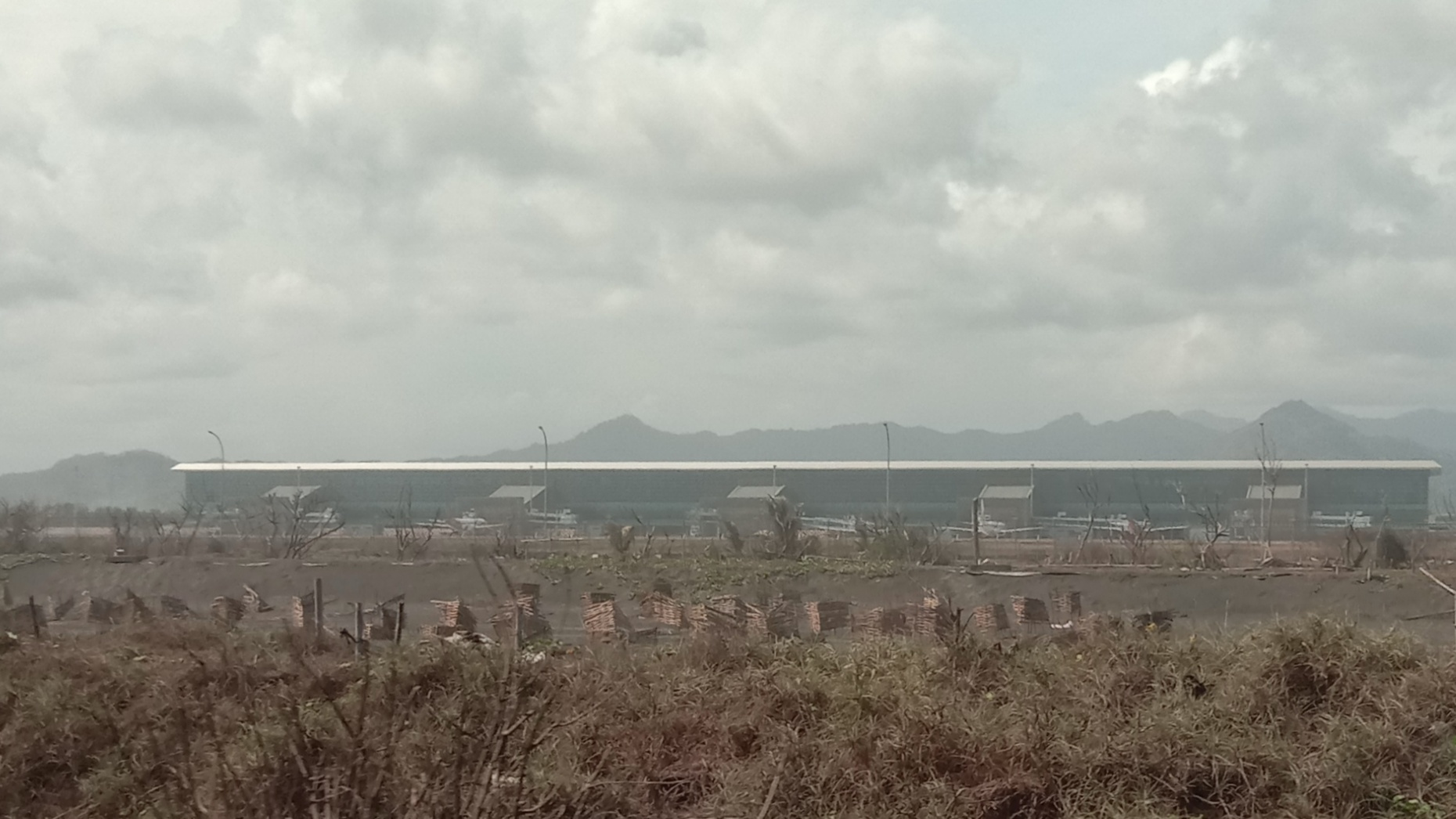
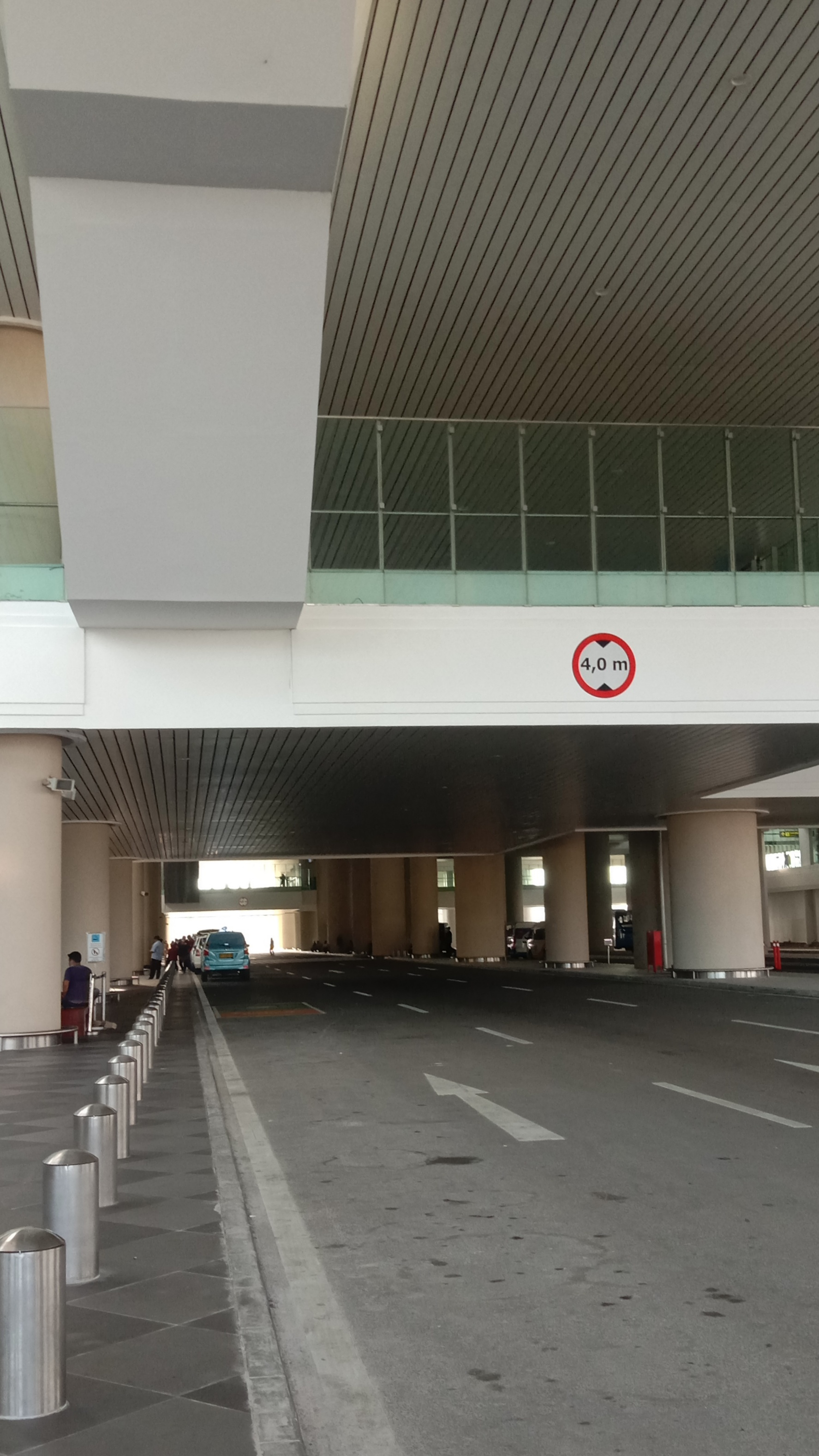
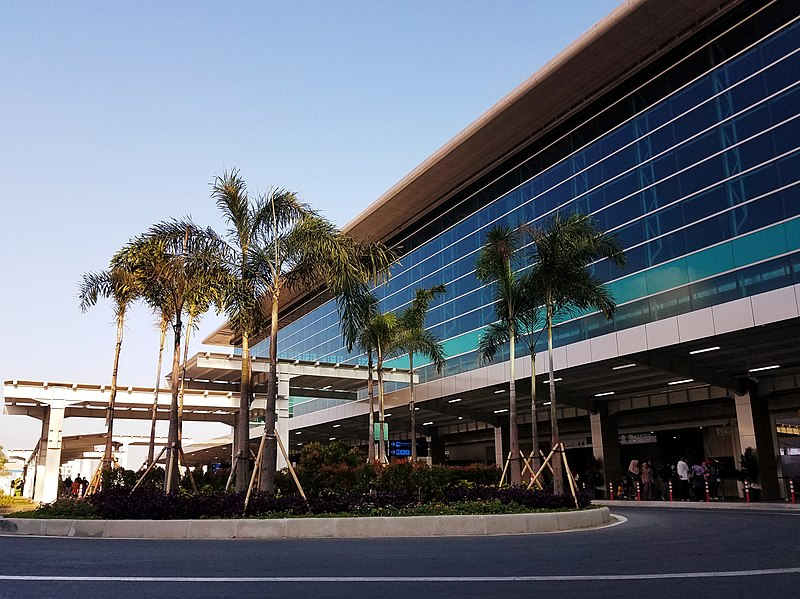

## Situation
| Banda Aceh Denpasar Pangkal · Pinang Tanjung · Pandan Djakarta-Soekarno-Hatta Bengkulu Solo Semarang Pangkalan · Bun Palangkaraya Sampit Palu Djakarta-Halim Perdanakusuma Samarinda Malang Surabaya Balikpapan Ende Kupang Komodo Gorontalo Jambi Bandar Lampung Ambon Tarakan Ternate Manado Gunung · Sitoli Medan Wamena Biak Merauke Timika Jayapura Pekanbaru Batam Tanjung · Pinang Bau-Bau Banjarmasin Makassar Palembang Bandung Pontianak Ketapang Bima Lombok Manokwari Sorong Padang Yogyakarta |

## Développement

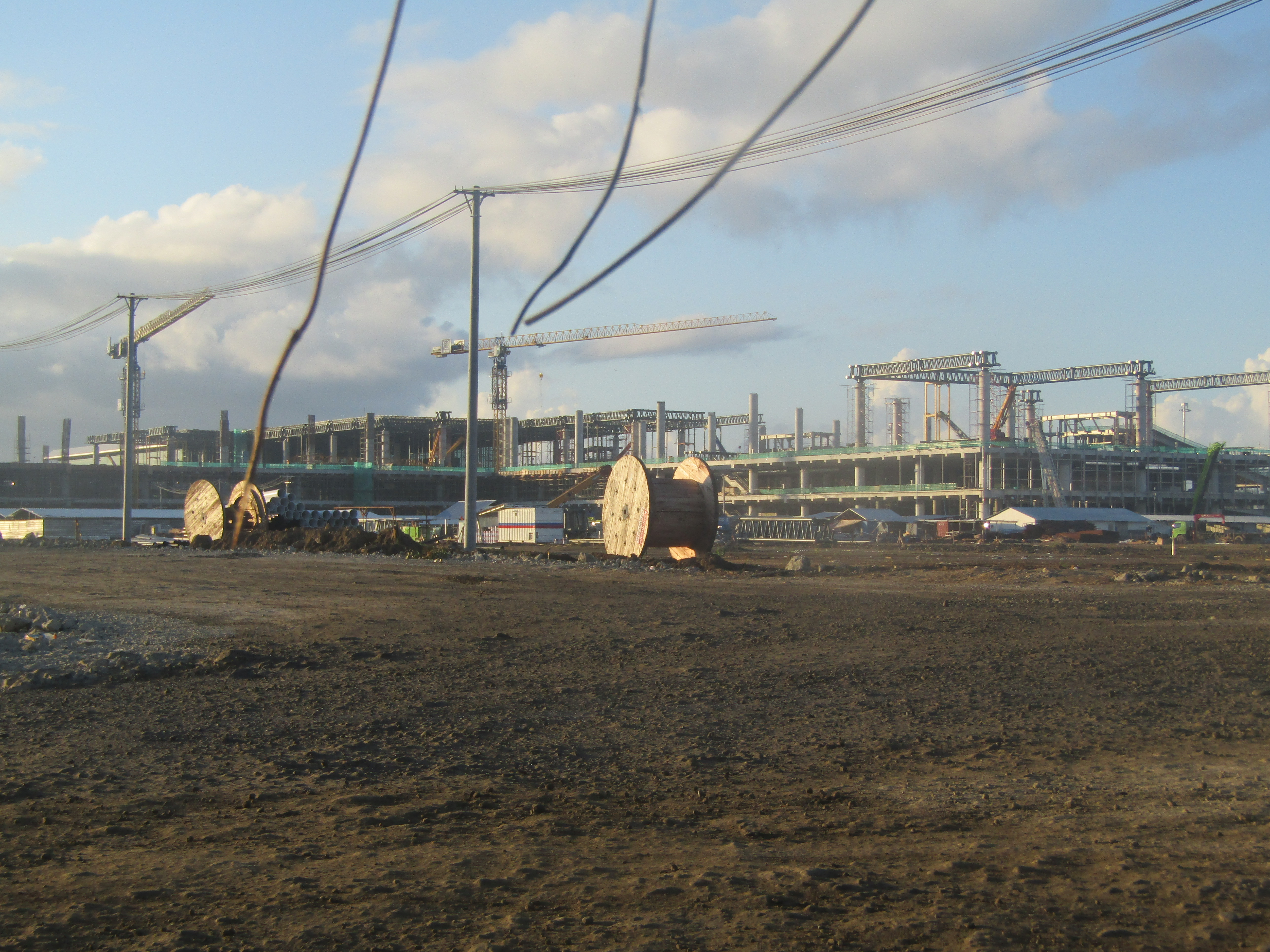
L'aérogare en construction (5 mai 2019).

En raison de difficultés pour l'acquisition de terrains, les travaux de construction de l'aéroport avaient été retardés. En décembre 2018, la construction de l'aérogare était achevée à 40 % et celle de la piste à 19 %, tandis que la construction d'autres installations était toujours en cours. Au début, le nouvel aéroport devrait accueillir 15 millions de passagers par an. Il sera développé en deux phases, 
- Dans une première phase, l’aéroport aura une aérogare de 130 000 m2 avec une capacité maximale de 15 millions de passagers par an et une piste de 3 250 mètres sur 60 mètres. La superficie totale de l'aéroport est d'environ 645 hectares.
- Dans une deuxième phase, l’aérogare sera agrandie à 195 000 m2 et pourra accueillir 20 millions de passagers par an. La longueur de la piste sera prolongée à 3 600 mètres et large de 45 mètres, avec une aire de stationnement pouvant accueillir jusqu'à 45 avions.

Un plan futur comprend également la transformation de l'aéroport en une ville aéroportuaire intégrée à une zone industrielle et touristique. L’aéroport a été conçu pour résister aux séismes d’une magnitude de 8,8 sur l’échelle de Richter, car il a été construit dans une zone sujette aux tremblements de terre et sera doté d’installations d’atténuation des effets du tsunami.

## Compagnies aériennes et destinations
| Compagnies        | Destinations |
| ----------------- | --- |
| AirAsia           | Kuala Lumpur |
| Batik Air         | Jakarta-Halim-Perdanakusuma, Djakarta-S.-Hatta, Palangkaraya, Samarinda |
| Citilink          | Balikpapan-Sultan-A.-M.-Sulaiman, Banjarmasin-Syamsudin Noor, Denpasar-Bali, Jakarta-Halim-Perdanakusuma, Djakarta-S.-Hatta, Makassar-Sultan-HasanuddinMedan-KualanamuPalembang-M. Badaruddin II, Pekanbaru (Simpang Tiga)                             |
| Garuda Indonesia  | Balikpapan-Sultan-A.-M.-Sulaiman, Denpasar-Bali, Djakarta-S.-Hatta, Makassar-Sultan-Hasanuddin |
| Indonesia AirAsia | Denpasar-Bali, Djakarta-S.-Hatta, Lombok, Medan-Kualanamu, Singapour-Changi |
| Lion Air          | Balikpapan-Sultan-A.-M.-Sulaiman, Banjarmasin-Syamsudin Noor, Batam-Hang Nadim, Denpasar-Bali, Djakarta-S.-Hatta, Makassar-Sultan-HasanuddinLombok, Padang-Tabing, Palembang-M. Badaruddin II, Pekanbaru (Simpang Tiga),Pontianak (Supadio), Samarinda |
| Sriwijaya Air     | Balikpapan-Sultan-A.-M.-Sulaiman, Bandar Lampung-Radin-Inten-II, Djakarta-S.-Hatta, Makassar-Sultan-Hasanuddin |

Édité le 30/03/2020

## Controverse
40 % des terrains qui sont utilisés pour l'aéroport appartiennent à la principauté du Pakualaman, le reste appartenant aux communautés locales. L'emplacement se trouve dans le district de Temon, entre les plages de Congot et Glagah (qui couvre le village de Palihan, le village de Sindutan, le village de Jangkaran et le village de Glagah),.
Les habitants concernés sont venus s'informer sur la construction de l'aéroport en 2011. Le gouvernement régional et les bureaux connexes, PT Angkasa Pura I, et l’Agence foncière nationale (BPN) de Kulon Progo Regency ont assuré la diffusion du développement de l'aéroport en 2014. Le rejet des personnes touchées est apparu dans les médias depuis la manifestation lors de la socialisation. La raison pour laquelle les gens rejettent l'aéroport est que sa construction absorbera les terres qui constituent leur gagne-pain en tant qu’agriculteurs. Ils ont également évoqué des problèmes environnementaux liés au site proposé ainsi que des problèmes de sécurité, en raison du risque élevé de tsunamis et d'autres catastrophes naturelles dans la région. En outre, il y a peu d'endroits historiques et effrayants pour la communauté locale avec la zone de développement de l'aéroport. Le rejet du développement de l'aéroport a commencé avec la création du Wahana Tri Tunggal (WTT). Plus tard, certains de ses membres ont formé l'Association communautaire pour le refus des expulsions de Kulonporogo (PWPP-KP). Initialement, l’attitude de refuser inconditionnellement est devenue le principe du WTT vis-à-vis de l'aéroport, jusqu’à ce qu’elle accepte finalement la construction à condition qu’il y ait une réévaluation des actifs des bâtiments, des usines et des autres installations auxiliaires. En attendant, depuis la formation du PWPP-KP jusqu'à maintenant, l'attitude de refuser inconditionnellement persiste. En juillet 2018, 86 familles avaient toujours refusé de vendre leurs terres pour le développement de l'aéroport.
Le 28 novembre 2017, le président de l'ombudsman indonésien a demandé un délai pour vider les terres des résidents, car ils menaient une enquête sur la possibilité d'une mauvaise administration dans le processus. La Commission nationale indonésienne des droits de l'homme (Komnas HAM) a déclaré que le traitement des citoyens dans la zone de conflit de l'aéroport est relativement bon par rapport aux conflits de nombreuses autres zones caractérisées par des niveaux de conflit plus complexes. Dans le même temps, la Commission des droits de l'homme estime que des violations des droits de l'homme ont été commises et qu'il n'est pas nécessaire de procéder à la suppression des terres occupées par les résidents.

## Transport terrestre

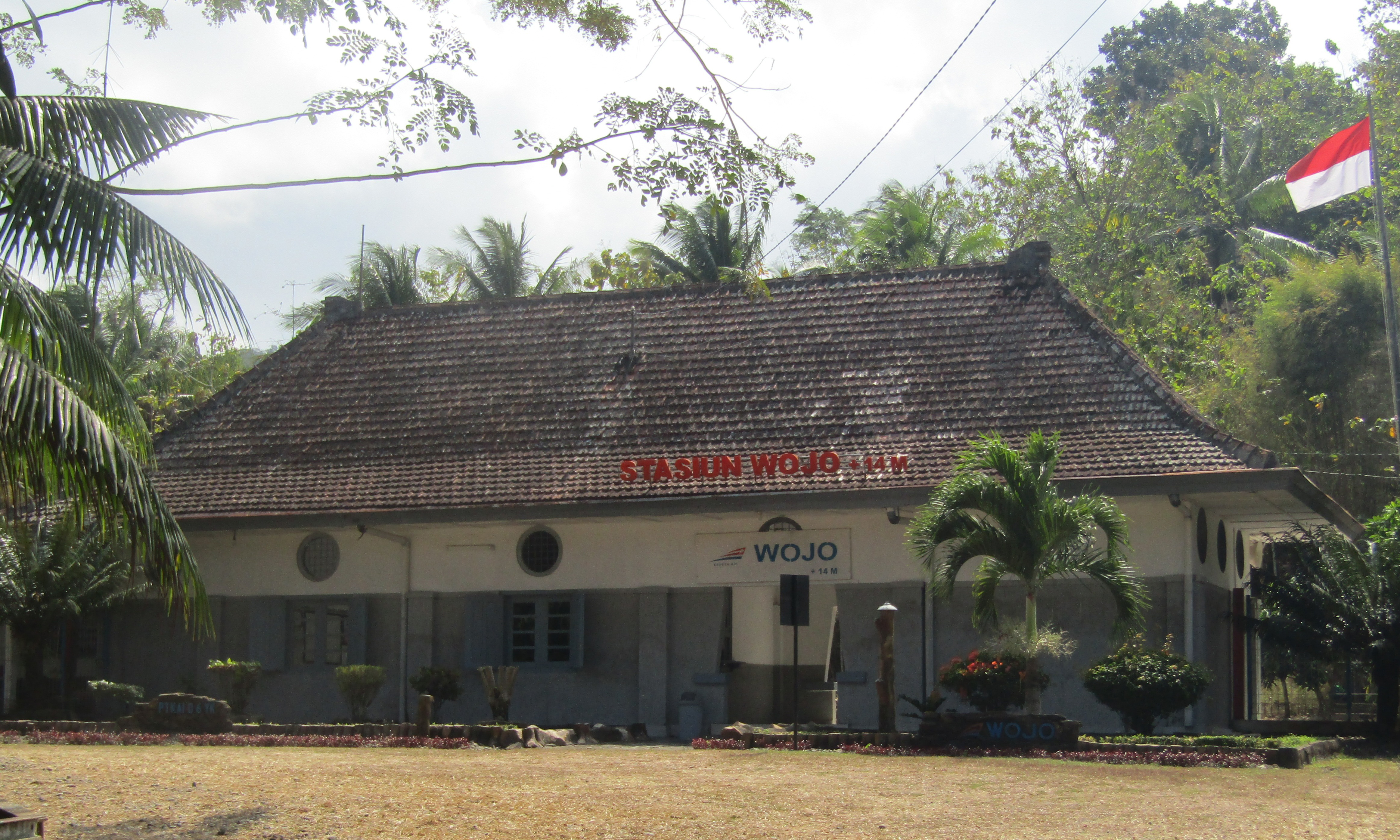
La gare de Wojo.

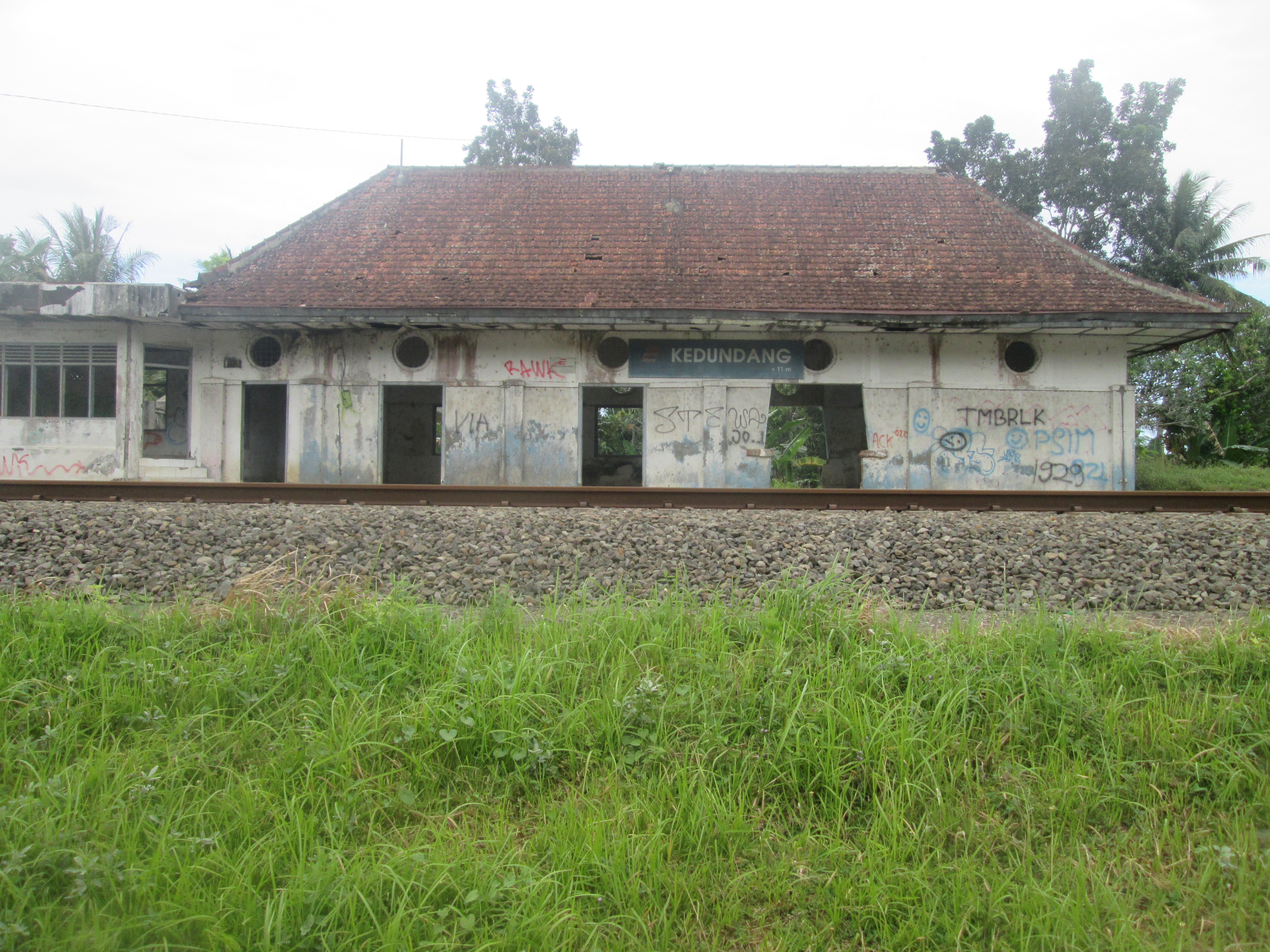
La gare de Kedundang.

L’aéroport est relié au centre-ville de Yogyakarta par une route à péage et, depuis 2021, par une ligne de chemin de fer, la liaison ferroviaire de l'aéroport international de Yogyakarta.

## Voir également
- Aéroport international Adisutjipto
- Kabupaten de Kulon Progo